# Drassodes rubidus
Drassodes rubidus är en spindelart som först beskrevs av Simon 1878.  Drassodes rubidus ingår i släktet Drassodes och familjen plattbuksspindlar. Inga underarter finns listade i Catalogue of Life.